# 克里希南·萨斯基兰
克里希南·萨斯基兰（Krishnan Sasikiran，1981年1月7日—），印度国际象棋棋手、特级大师。
萨斯基兰于2000年获国际象棋特级大师称号。2001年，获黑斯廷斯国际象棋比赛冠军。2003年，获亚洲国际象棋锦标赛冠军。2006年，他在俄航杯公开赛中并列第一，破同分后排名第三。2007年1月，他的等级分超过2700分，使他成为了第二位等级分过2700分的印度棋手。
2011年，萨斯基兰获得亚洲国际象棋超快棋赛冠军。2014年，他在第41届国际象棋奥林匹克中以第三台7.5/10分帮助印度队夺得团体铜牌 ，而他个人也获得了台次银牌。